# دینه سرتپه
دینه سرتپه مربوط به عصر آهن است و در شهرستان ساری، بخش چهاردانگه، دهستان چهادانگه، روستای بالاده واقع شده و این اثر در تاریخ ۲۶ اسفند ۱۳۸۶ با شمارهٔ ثبت ۲۲۰۰۹ به‌عنوان یکی از آثار ملی ایران به ثبت رسیده است.